# Opuntia elata var. cardiosperma
Opuntia elata var. cardiosperma ist eine Varietät der Pflanzenart Opuntia elata in der Gattung der Opuntien (Opuntia) aus der Familie der Kakteengewächse (Cactaceae). Das Epitheton cardiosperma leitet sich von den griechischen Worten kardia für ‚Herz‘ sowie sperma für ‚Same‘ ab und verweist auf Form der Samen der Art.

## Beschreibung
Opuntia elata var. cardiosperma wächst strauchig mit mehr oder weniger aufrechten Trieben, ist reich verzweigt und erreicht Wuchshöhen von 1 bis 2 Meter. Die trüb dunkelgrünen, leicht abfallenden, schmal länglichen bis verkehrt eiförmigen bis elliptischen, etwas gehöckerten Triebabschnitte sind an ihrer Spitze gerundet und an der Basis verschmälert. Um die Areolen besteht oft ein dunklerer Bereich. Die Triebabschnitte sind 9 bis 20 Zentimeter (selten bis 30 Zentimeter) lang, 5 bis 7 Zentimeter breit und 1 bis 1,5 Zentimeter (selten bis 2 Zentimeter) dick. Die darauf befindlichen kleinen, pfriemlichen Blattrudimente sind 3 bis 5 Millimeter lang und fallen bald ab. Die großen Areolen stehen 3 bis 5 Zentimeter voneinander entfernt. Sie sind mit anfangs weißer und später vergrauender Wolle bedeckt. Die bräunlichen Glochiden werden meist von der Wolle der Areolen verborgen. Die ein bis zwei nadelig-pfriemlichen, steifen, abstehenden oder aufsteigenden Dornen werden meist nur an einigen Areolen ausgebildet. Sie sind anfangs bräunlich und vergrauen im Alter oder werden weißlich. Die Dornen sind 0,5 bis 1 Zentimeter (selten bis 2 Zentimeter) lang.
Die orangefarbenen Blüten weisen eine Länge von etwa 7 Zentimeter und einen Durchmesser von 6 bis 8 Zentimeter auf. Die verlängerten bis birnenförmigen Früchte sind 3 bis 7,5 Zentimeter lang und messen 2 bis 3,8 Zentimeter im Durchmesser.

## Verbreitung und Systematik
Opuntia elata var. cardiosperma ist in Paraguay, im Nordosten von Argentinien und möglicherweise im angrenzenden Brasilien sowie in Uruguay und Bolivien verbreitet. In Australien ist sie im Bundesstaat New South Wales verwildert.
Die Erstbeschreibung als Opuntia cardiosperma erfolgte 1899 durch Karl Moritz Schumann. Roberto Kiesling stellte 2005 die Art als Varietät zur Art Opuntia elata. Ein nomenklatorisches Synonym ist Platyopuntia cardiosperma (K.Schum.) F.Ritter (1979, nom. inval. ICBN-Artikel 11.4, 33.3).

## Nachweise